# クノール食品
クノール食品株式会社（くのーるしょくひん）は、かつて神奈川県川崎市高津区に本社を置いていた食品メーカーである。味の素が100%株式を保有し、味の素グループにおける加工食品の開発および生産を担う中核企業であった。

## 概要
1958年創立の日本コンソメ株式会社にはじまり、その後、1963年に味の素とCPCインターナショナルとの合弁会社となり、1965年に現社名である「クノール食品株式会社」に変更された。創業年は合弁会社化した1963年としている。2019年4月1日にクノール食品株式会社を承継会社として、味の素の食品事業工場の一部および味の素パッケージングを吸収し、「味の素食品株式会社」に商号変更した。
スープ類、マヨネーズ類、レトルト食品類、その他食品の開発および生産を事業としており、クノール食品で生産した商品の営業販売は、すべて味の素が担っている。 

## 商品
- スープ類（クノールカップスープ、クノールスープDELI、クノールふんわりたまごスープ）
- マヨネーズ類（ピュアセレクトマヨネーズ、ピュアセレクトサラリア、ピュアセレクトコクうま65％カロリーカット）
- コンソメ類（味の素KKコンソメ、クノールチキンコンソメ、クノールビーフコンソメ）
- レトルト類（味の素KKおかゆ、CookDo）
- その他（Toss Sala、鍋キューブ）

※商品ブランド「クノール」「ピュアセレクト」「コクうま」「CookDo」「Toss Sala」「鍋キューブ」はいずれも登録商標である。

## 沿革
| 1958年（昭和33年） | - 味の素（株）の全額出資により日本コンソメ（株）として設立 - 同年5月 日本食品工業（株）に社名を変更 - 固形コンソメスープ、粉末ポタージュスープ、即席そばつゆ、ラーメンスープなどを製造する                             |
| 1963年（昭和38年） | - 味の素（株）とCPCインターナショナル社との合弁会社となる - 「イージーみそ汁」発売 |
| 1964年（昭和39年） | - 「クノールスープ」発売 |
| 1965年（昭和40年） | - クノール食品（株）に社名を変更 - 「クノールコンソメ」発売 |
| 1967年（昭和42年） | - 「味の素KKコンソメ」発売 |
| 1968年（昭和43年） | - マヨネーズ 発売 |
| 1969年（昭和44年） | - コーン食品（株）（現：北海道クノール食品（株））発足 |
| 1970年（昭和45年） | - マーガリン 発売 - 「味の素KKコンソメ 顆粒」発売 |
| 1971年（昭和46年） | - 「クノールスパゲティソース」発売 |
| 1973年（昭和48年） | - 「クノールカップスープ」発売 |
| 1977年（昭和52年） | - 「Rumic」を当社で生産開始 - 「クノールディナースープ（缶スープ）」発売 |
| 1979年（昭和54年） | - クノールサービス（株）発足 - 中部クノール食品（株）（現：クノール食品（株） 中部事業所）設立 |
| 1982年（昭和57年） | - 「クノールカップスープスナックタイプ（カップ入り）」発売 |
| 1983年（昭和58年） | - 「クノール中華風スープ」発売 - 「クノール和風スープ」発売 |
| 1984年（昭和59年） | - 「クノールグルメクック」発売 - 「クノールカップスープスペシャリテ」発売 - 「クノール中華ぞうすい」発売 |
| 1987年（昭和62年） | - クノールトレーディング（株） 発足 - 味の素（株）の全額出資となる |
| 1988年（昭和63年） | - 「サラダソース」発売 - 「クノールカップスープチャンク」発売 - 「クノールプライムディッシュ」発売 - 「味の素KKおかゆ」発売                                                                                            |
| 1990年（平成2年）  | - 東海クノール食品（株）（現：クノール食品（株） 東海事業所）設立 |
| 1992年（平成4年）  | - 「ぷるぷる豆腐」発売 |
| 1993年（平成5年）  | - 「クノール北海道ポタージュ」発売 |
| 1994年（平成6年）  | - 「べに花マヨネーズ」発売 |
| 1995年（平成7年）  | - 「菜の花マヨネーズタイプ1/3」発売 |
| 1996年（平成8年）  | - 「クノールSoup Do」発売 - 「ピュアセレクトマヨネーズ」発売 |
| 2000年（平成12年） | - 「ピュアセレクトハーフ」発売 |
| 2001年（平成13年） | - 「クノールスープパスタ」発売 |
| 2003年（平成15年） | - ISO9001，ISO14001認証取得 - 「Let’s QUIQ」パスタ 発売 - 「クノールスープ春雨」発売 |
| 2004年（平成16年） | - 「クノールPota」発売 - 「ピュアセレクトサラリア」 - 特定保健用食品 発売 |
| 2006年（平成18年） | - アモイ味楽如意食品有限公司 設立 |
| 2007年（平成19年） | - New Season Foods, Inc.株式取得 - クノール食品（株）・東海クノール食品（株）・中部クノール食品（株）三社統合 - 「ピュアセレクトローカロリーコクうま カロリー55%カット」発売 - 「クノール1日分の緑黄色野菜スープ」発売 |
| 2011年（平成23年） | - OHSAS18001認証取得 - 「クノールスープDELI」発売 |
| 2012年（平成24年） | - 「クノールごちそうスープパスタ」発売 - 「Cook Doきょうの大皿」発売 - 「鍋キューブ」発売 |
| 2014年（平成26年） | - 「Toss Sala」発売 - 「クノールカップスープ "塩分40%カット"シリーズ」発売 |
| 2015年（平成27年） | - 「Cook Doおかずごはん」発売 |
| 2019年（平成31年） | - クノール食品社を承継会社とし、味の素の食品事業工場の一部と味の素パッケージングを吸収し、「味の素食品株式会社」に商号変更                                                                                             |

## 事業拠点
- 本社（神奈川県川崎市高津区）
- 開発技術センター（神奈川県川崎市高津区）
- 川崎事業所（神奈川県川崎市高津区）
- 東海事業所（静岡県島田市）
- 中部事業所（三重県四日市市）

## グループ会社
- 北海道クノール食品株式会社（北海道常呂郡訓子府町）
- クノールトレーディング株式会社（神奈川県川崎市）
- クノールサービス株式会社（神奈川県川崎市）
- アモイ味楽如意食品有限公司（中国福建省）
- New Season Foods, Inc.（米国オレゴン州）

## CM出演者
- SMAP ※1995年 - 1996年
- 中居正広（当時SMAP） ※1996年 - 1998年
- 井ノ原快彦（20th Century）
- 横山裕（関ジャニ∞）
- 手越祐也（NEWS）
- 石川ひとみ
- 宮崎あおい
- 小泉今日子
- 北川景子
- 内山理名
- 広末涼子
- 観月ありさ
- 長澤まさみ
- 川島海荷
- 宮川大輔
- 菅野美穂
- 加藤清史郎
- 川口春奈
- 永野芽郁